# عبد الستار العبوسي
عبد الستار العبوسي (1930 - 1970) كان ضابط في الجيش العراقي برتبه نقيب، ارتكب مذبحة في قصر الرحاب في 14 تموز 1958 وقتل عددًا من أفراد العائلة الهاشمية التي تحكم العراق. 

## حياته
ولد عبد الستار سبع العبوسي عام 1930 في بغداد – محلة باب الشيخ - القريبة من ضريح الشيخ عبد القادر الكيلاني، وكان له شقيقان الأول جواد يعمل «ضابط» اُستشهد في واجب وطني، أما الثاني رشيد فكان طالبا يدرس علم الأحياء في الولايات المتحدة الأمريكية، قُتل في حادث غامض، قيل أن الوصي عبد الإله كان وراءه بسبب نشاطه الوطني المعادي للحكم الملكي، بينما يرى آخرون أن مقتله كان من قِبل المخابرات الأمريكية حيث كان متقدما بتفوق في دراسته وقدمت له عروض أمريكية للتخلي عن العراق والبقاء في الولايات المتحدة الأمريكية، وبسبب رفضه تلك العروض تمت تصفيته جسديا.
هذا الحادث ترك في نفسية عبد الستار العبوسي أثرا بالغا، وضمر الحقد والكراهية على الوصي عبد الإله وعلى العائلة المالكة في العراق. 

## دوره في حادثة قصر الرحاب
لم يكن عبد الستار العبوسي من ضمن الثوريين ولا من المبلغين بالثورة، ولكنه كان برتبة رئيس أول وآمر دورة تدريب مشاة في مدرسة المشاة بمعسكر الوشاش القريبة من القصر وبعد سماعه أنباء تحرك الجيش توجه إلى مقر العائلة المالكة في قصر الرحاب وقضى على العائلة الحاكمة، حيث أطلق  ثلاث قنابل بازوكا من المدفع الذي جلبه من معسكر الوشاش عيار 106 ملم باتجاه القصر بهدف إستسلام من بداخله، وقد تصاعد الدخان في الطابق العلوي للقصر واهتزت المنطقة لقوة الانفجار وتصاعدت ألسن النيران من النوافذ التي تحطم زجاجها ومن الشرفة المطلة على الحديقة الأمامية.

## انتحاره
قال علاء اللامي "وقد انتحر العبوسي بعد اثني عشر عاما تحت وطأة الشعور بالندم والذنب"، ويقال أن العبوسي أقدم على الانتحار في ظروف غامضة بإطلاق النار على نفسه من مسدس صغير عيار 5 ملم في عام 1970 وكان في وقتها برتبة عقيد بالجيش العراقي.

## ضحاياه من الحادثة
1. الملك فيصل الثاني ( ملك العراق ).

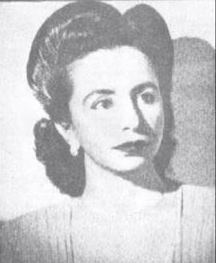
الأميرة عابديه إحدى ضحايا الحادثة

2. الأمير عبد الإله بن علي الهاشمي ( الوصي السابق على عرش العراق ).
3. الملكة نفيسة ( والدة الأمير عبد الإله ).
4. الأميرة عابدية بنت علي ( أخت الأمير عبد الإله ).
5. طباخ من أصول تركية ( طباخ العائلة الملكية )
6. النقيب ثابت أحد أفراد الحرس الملكي

## الناجون من الحادثة

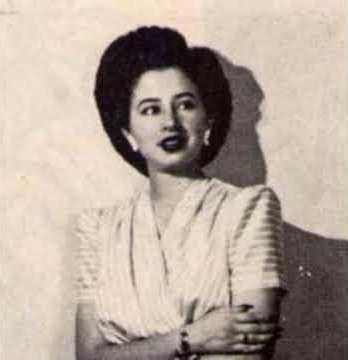
الأميرة هيام زوجة عبد الاله نجت من الحادثة

1. الأميره هيام ( الزوجة الثالثة للأمير عبد الإله ) أصيبت في المجزرة وتوفيت سنة 2001م.
2. الأميرة بديعة ( أخت الأمير عبد الإله ) لم تكن في قصر الرحاب وقت الحادثة وتوفيت سنة 2020م في بريطانيا.
3. رازقيه ( خادمة العائلة ) أصيبت في المجزرة.
4. لافي العازمي أحد أفراد الحرس الملكي للعائلة